# Matchakhlistskali
Le Matchakhlistskali, ou Matchakhlistskal (en géorgien მაჭახელისწყალი) est une rivière de la Transcaucasie, qui s'écoule de la province turque d'Artvin à l'Adjarie, une république autonome de Géorgie.